# Броды (Молодечненский район)
Броды (бел. Бро́ды) — деревня в Молодечненском районе Минской области Беларуси. Входит в состав Хожовского сельсовета. 

## География
Расположены в 15 км от Молодечно и в 53 км от Минска.

## Административное устройство
После подписания Рижского мирного договора (1921) край оказался в составе межвоенной Польши, был образован Вилейский повет, oт 1927  Молодечненский повет Новогрудского воеводства, а с 1926 года Виленского воеводства.
В 1921—1945 гг. деревня в составе гмины Городок Вилейского повета, позже в составе (1927) Молодечненского повета Виленского воеводства Польской Республики.
До 28 июня 2013 года входила в состав Холхловского сельсовета.

## Население

### Численность
- 2019 год — 11 жителей

### Динамика
- 1921 год — 41  жителей, 6 домов[4]
- 1931 год — 39  жителей, 6 домов[5]
- 1999 год — 14 жителей
- 2009 год — 14 жителей
- 2012 год — 12 жителей
- 2019 год — 11 жителей